# Skjeberg
Skjeberg is een voormalige gemeente en plaats in de Noorse gemeente Sarpsborg, fylke Østfold. Skjeberg telt 1931 inwoners (2007) en heeft een oppervlakte van 2,56 km².